# Modulus modulus
Modulus modulus é uma espécie de molusco gastrópode marinho de pequenas dimensões, pertencente à família Modulidae. Foi classificada por Linnaeus, com o nome de Trochus modulus, em 1758, sendo a espécie tipo do seu gênero. É nativa do oeste do oceano Atlântico.

## Descrição da concha e hábitos
Concha de coloração creme a amarelada com manchas pardas, muitas vezes, e de espiral baixa, com forma de turbante e com 1 a quase 2 centímetros quando desenvolvida. A superfície da concha é esculpida com estrias espirais fortes e com nodosidades em sua periferia, quando vista por cima. Parte inferior da concha com umbílico aparente e com 4 a 5 estrias espirais. Nota-se a ocorrência de um calo columelar na área do lábio interno.

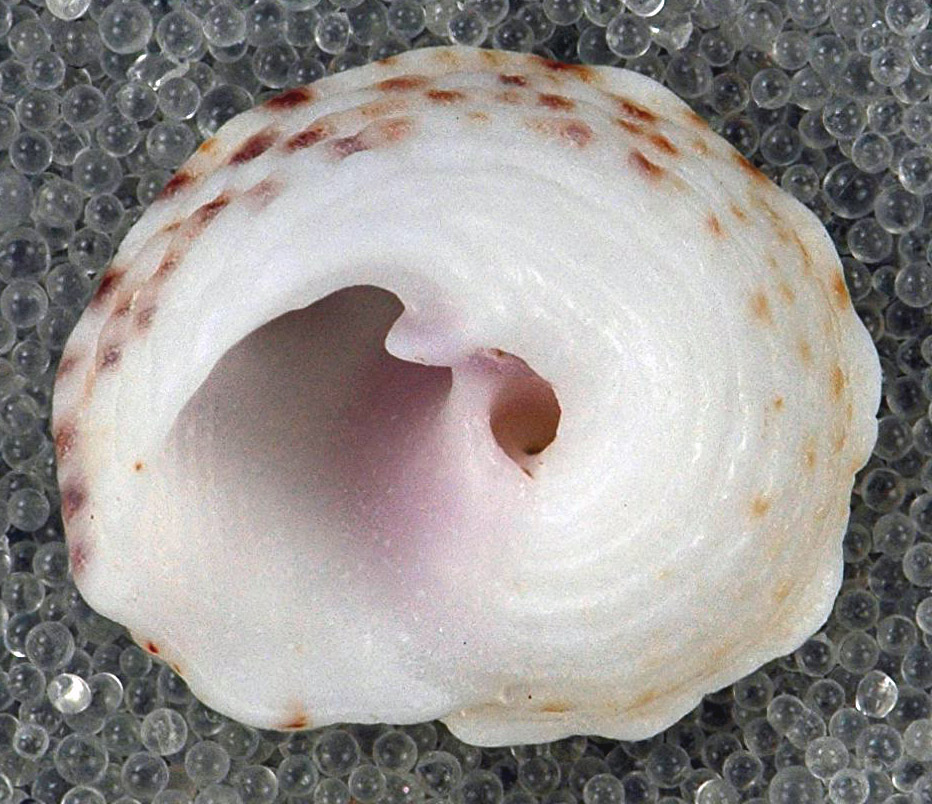
M. modulus visto por baixo, onde é possível a observação de seu umbílico e calo columelar, além das estrias em espiral.

É encontrada em águas rasas, na zona entremarés, principalmente em áreas planas com lodo e algas, pois é espécie herbívora. Pode fixar-se a raízes em áreas de manguezal. Segundo um estudo, a máxima profundidade obtida para a coleta de um exemplar desta espécie foi de 105 metros.

## Distribuição geográfica
Modulus modulus ocorre da Carolina do Norte e Bermudas ao Brasil (do Pará até Santa Catarina).